# Desulfotomaculum luciae
Desulfotomaculum luciae è una specie di batterio appartenente alla famiglia delle Peptococcaceae.